# Meksyk na Letnich Igrzyskach Olimpijskich 1948
Meksyk na Letnich Igrzyskach Olimpijskich 1948 reprezentowało 88 zawodników, 81 mężczyzn i 7 kobiet.

## Zdobyte medale
| Medal  | Zawodnik                                     | Dyscyplina    | Konkurencja                          |
| ------ | -------------------------------------------- | ------------- | ------------------------------------ |
| Złoto  | Humberto Mariles                             | Jeździectwo   | Skoki przez przeszkody indywidualnie |
| Złoto  | Humberto Mariles Rubén Uriza Alberto Valdés  | Jeździectwo   | Skoki przez przeszkody drużynowo     |
| Srebro | Rubén Uriza                                  | Jeździectwo   | Skoki przez przeszkody indywidualnie |
| Brąz   | Humberto Mariles Raúl Campero Joaquín Solano | Jeździectwo   | WKKW drużynowo                       |
| Brąz   | Joaquín Capilla                              | Skoki do wody | Wieża – 10 m                         |